# Constant de Landau-Ramanujan
En matemàtiques i en el camp de la teoria de nombres, la constant de Landau–Ramanujan és un número que apareix en el teorema que afirna que per una x prou gran, el nombre d'enters positius menors que x que són igual a la suma de dos nombres quadrats varia com:
{\displaystyle {\dfrac {x}{\sqrt {\ln(x)}}}.}
La constant du el nom dels seus descobridors, Edmund Landau i Srinivasa Ramanujan.

## Definició
Pel teorema de la suma de dos quadrats, els nombres que es poden expressar com la suma de dos quadrats són aquells pels quals, en la seva descomposició en factors primers, cada nombre primer congruent a 3 mòdul 4 apareix amb exponent parell. Per exemple, 45 = 9 + 36 és una suma de dos quadrats; en la seva factorització primera, 32 × 5, el nombre primer 3 apareix amb un exponent parell i el factor 5 és congruent a 1 mod 4, així que el seu exponent pot ser senar.
Sigui N(x) el nombre d'enters positius menors que x que són la suma de dos quadrats, llavors
{\displaystyle \lim _{x\rightarrow \infty }\ N(x)\left/{\dfrac {x}{\sqrt {\ln(x)}}}\right.\approx 0.764223653589220662990698731250092328116790541} (sèrie A064533 a l'OEIS.)
El valor al qual tendeix aquest límit és la constant de Landau–Ramanujan.
Las seva fracció contínua és [0; 1, 3, 4, 6, 1, 15, 1, 2, 2, 3, 1, 23, ...] (sèrie A125776 a l'OEIS.)
Es pot desenvolupar igualment com a producte eulerià:
{\displaystyle K={\frac {1}{\sqrt {2}}}\quad \prod _{p\equiv 3{\bmod {4}}}\quad \left(1-{\frac {1}{p^{2}}}\right)^{-1/2}={\frac {\pi }{4}}\quad \prod _{p\equiv 1{\bmod {4}}}\quad \left(1-{\frac {1}{p^{2}}}\right)^{1/2}\approx 0,764~223.}
La convergència del límit a la constant K és molt lenta
| x   | {\displaystyle N(x)} | {\displaystyle N(x){\frac {\sqrt {\ln(x)}}{x}}} |
| 10  | 7                    | 1,0622                                          |
| 10² | 43                   | 0,922765                                        |
| 103 | 330                  | 0,867326                                        |
| 104 | 2749                 | 0,834281                                        |
| 10⁵ | 24028                | 0,815287                                        |
| 10⁶ | 216341               | 0,804123                                        |

Una fórmula, trobada per Flajolet i Vardi l'any 1996, que convergeix més ràpidament a K és la següent:
{\displaystyle K={\frac {1}{\sqrt {2}}}\prod _{n=1}^{\infty }\left[\left(1-{\frac {1}{2^{2^{n}}}}\right){\frac {\zeta (2^{n})}{\beta (2^{n})}}\right]^{\frac {1}{2^{n+1}}}}
on {\displaystyle \zeta (n)} és la funció zeta de Riemann i {\displaystyle \beta (n)} és la funció beta de Dirichlet.
Una fórmula exacta per K és 
{\displaystyle K={\frac {1}{\sqrt {2}}}\prod \left(1-{\frac {1}{p^{2}}}\right)^{-{\frac {1}{2}}}}
on el producte es fa per tots els nombres primers p congruent a 3 mòdul 4.

## Història
Aquesta constant va ser descoberta independentment per Edmund Landau (1908) i Srinivasa Ramanujan (1906). Landau la va enunciar en la forma del límit que és mostrat anteriorment; mentre que Ramanujan va aproximar N(x) com una integral, amb la mateixa constant de proportionalitat, i amb un terme d'error que creixia suaument.